# Gerichtsbezirk Perg
Der Gerichtsbezirk Perg ist ein Gerichtsbezirk in den Bezirken Perg und Freistadt im Bundesland Oberösterreich, für den das Bezirksgericht Perg zuständig ist.

## Bezirksgericht Perg

### Geschichte
Nach der Auflösung der Grundherrschaftsgerichte sowie der Dorf- und Hofmarktgerichte wurden 1850 ein selbständiges Bezirksgericht in Perg gegründet, das aber schon 1853 als Gerichtsstelle dem neu geschaffenen Bezirksamt in Perg eingegliedert wurde. Da dies nicht verfassungsgemäß war, wurde die Gerichtsstelle 1868 aufgelöst und das Bezirksgericht unter strikter Gewaltentrennung von Justiz und Verwaltungsbehörden neu gebildet.
Das k.k. Bezirksgericht Perg war ab 1856 in dem der Marktkommune Perg gehörenden, 1853 errichteten Bezirksamtsgebäude Perg 81 (bzw. nach Einführung der Straßenbezeichnungen Herrenstraße 20 bis 22) untergebracht. Gleichzeitig wurde dort auch ein Gefängnis mit zehn Zellen und einem Gefängnishof eingerichtet, das nach dem Ende des Zweiten Weltkriegs aufgelöst wurde.
Das Bezirksgericht Perg übersiedelte 1996 an den ehemaligen Standort der Wirtschaftskammer Oberösterreich, Bezirksstelle Perg.

### Gerichtssprengel
Der Gerichtsbezirk Perg umfasste bis Ende 2002 die Gemeinden Allerheiligen im Mühlkreis, Arbing, Baumgartenberg, Mitterkirchen im Machland, Münzbach, Naarn im Machlande, Perg, Rechberg und Windhaag bei Perg.
Seit 2003 gehören auch die Gemeinden Bad Kreuzen, Dimbach, Grein, Klam, Pabneukirchen, St. Georgen am Walde, St. Nikola an der Donau, St. Thomas am Blasenstein, Saxen, und Waldhausen im Strudengau des ehemaligen Gerichtsbezirks Grein zum Gerichtsbezirk Perg.
Am 1. Jänner 2014 wurden die Gerichtsbezirke Mauthausen und Pregarten aufgelöst. Der gesamte Sprengel von Mauthausen (Katsdorf, Langenstein, Luftenberg an der Donau, Mauthausen, Ried in der Riedmark, St. Georgen an der Gusen und Schwertberg) und die Gemeinden Bad Zell, Königswiesen, Pierbach, Schönau im Mühlkreis und  Tragwein von Pregarten wurden dem Gerichtsbezirk Perg zugewiesen.

### Bezirksrichter
- ???? Heiß
- ???? Solterer
- ???? Bayer
- 1884 bis 1890: Ludwig Hornung
- 1890 bis 1896: Josef Pfaffeneder
- 1896 bis 1899: Rudolf Glas
- 1899 bis 1902: Rudolf Bsteh
- 1902 bis 1909: Josef Schlegel
- 1909 bis 1916: Emil Stöhr
- 1916 bis 1920: Josef Weiß
- 1920 bis 1926: Otmar Priber
- 1926 bis ????: Max Patek
- 1945 bis 1959: Julius Rohrbacher
- 1959 bis 1962: Stephan Komar
- 1962 bis 1972: Helmut Schwab
- 1972 bis 1972: Walter Mayr
- 1972 bis 2003: Adolf Siegl
- 2003 bis heute: Kurt Bodingbauer